# Ringu
Ringu (romanização de リング) é um filme de terror de 1998, uma adaptação para o cinema do livro homônimo escrito pelo japonês Koji Suzuki. Serviu de inspiração à dois remakes, o sul-coreano The Ring Virus (1999) e ao estadunidense The Ring (2002). Conta a história sobre uma fita de vídeo VHS amaldiçoada e o desejo de vingança do espirito da menina Sadako.
O filme fez muito sucesso no Japão, obtendo 15,9 bilhões de ienes. Sua produção durou aproximadamente 9 meses.

## Sinopse
Uma repórter decide investigar a morte misteriosa de sua sobrinha. Ela descobre que foi devido uma possível lenda urbana, sobre uma fita de vídeo VHS amaldiçoada, que após uma pessoa assistir, a maldição se torna realidade, e esta morre em sete dias. Curiosa, a repórter assiste ao vídeo. Quando a fita acaba, o telefone toca, e ouve-se um som assustador. A partir de então, ela tem sete dias para descobrir como acabar com a maldição e salvar sua vida, e a de seu filho, que também assistiu à fita. Para isso, ela conta com seu ex-marido, um professor cético, mas dotado de percepção extrassensorial, para investigar o misterioso do vídeo amaldiçoado.
Na década de 1960, havia uma mulher com poderes paranormais de previsão do futuro, Shizuko Yamamura, que vivia na ilha japonesa de Oshima. Que após fazer previsões catastróficas sobre a ilha, esta sofreu graves acusações de falsidade e também perseguições dos moradores locais, levando-a ao suicídio. A vidente teve uma filha, chamada Sadako (Samara no remake), que também possuía poderes paranormais. Após investigações descobre-se que esta foi atirada viva dentro de um poço e morreu sentindo muito ódio depois de vários anos sofrendo, esse sentimento somado com o desejo de vingança resulta em uma maldição.